# Nicolas Lebel

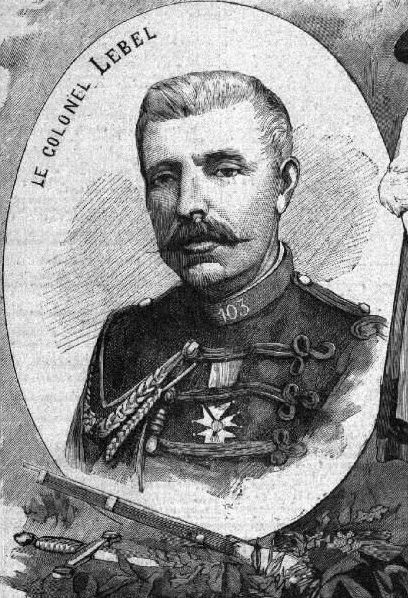
Nicolas Lebel (1890)

Nicolas Lebel (* 18. August 1838 in Saint-Mihiel, Département Meuse; † 6. Juni 1891 in Vitré, Département Ille-et-Vilaine) war ein französischer Offizier und Waffentechniker.
Lebel konstruierte mit dem Ingenieur Vieille unter anderem ein nach ihm benannte kleinkalibriges Repetiergewehr (M86 Kaliber 8 × 50 mm R Lebel), welches bereits die damals neuartigen Mantelgeschosse verwendete. Das Gewehr wurde nach ausgiebigen Versuchen in die französische Armee eingeführt.